# Petra Schönwald
Petra Schönwald (* in Vilshofen an der Donau) ist eine deutsche Theaterregisseurin und Theaterpädagogin.

## Leben
Petra Schönwald verbrachte nach dem Abitur mehrere Jahre auf Reisen. Sie arbeitete als Kellnerin, Altenhelferin, Putzfrau, Callcenteragentin, Eisverkäuferin und Tauchlehrerin. Sie studierte von 2002 bis 2006 Germanistik an der Universität Salzburg und arbeitete von 2006 bis 2009 als Dramaturgin und Theaterpädagogin am Salzburger Landestheater.
Seit 2009 arbeitet sie als freie Regisseurin und Theaterpädagogin u. a. für das Schauspielhaus Salzburg, Hans Otto Theater Potsdam, am Theater Junge Generation Dresden, am Theater an der Effingerstrasse Bern, am Grips-Theater Berlin, am Stadttheater Fürth, an den Vereinigten Bühnen Bozen und in der freien Szene.
Petra Schönwald lebt in Berlin.

## Inszenierungen (Auswahl)
- 2024: Regie „Die gebesserte Ratte“ (UA) von Hans Fallada in einer Fassung von Peter Brasch, Theater Junge Generation, Dresden
- 2023: Regie „Irgendwo da oben“ (UA) von Kaya Tina Büttner, Grips Theater, Berlin
- 2023: Regie „Prima Facie“ (SE) von Suzie Miller, Theater an der Effingerstraße Bern
- 2023: Regie und Stückfassung „Die Verwandlung“ nach Franz Kafka, Theater an der Effingerstraße Bern
- 2023: Regie „Die Laborantin“ von Ella Road, Schauspielhaus Salzburg
- 2022: Regie „Weiß ist keine Farbe“ von Christina Kettering, Hans Otto Theater Potsdam
- 2021: Regie „Bezahlt wird nicht!“ von Dario Fo, Theater an der Rott Eggenfelden
- 2021: Regie „Ein Sommernachtstraum“ nach William Shakespeare, Stadttheater Fürth
- 2021: Regie „Diamond Sky“ von Nick Wood, theater junge generation, Dresden
- 2020: Regie „Traudl & Sophie“ (UA) von Markus Steinwender, Theater an der Rott, Eggenfelden
- 2019: Regie „So lonely“ von Per Nilsson, Dramatisierung von Michael Müller, Hans Otto Theater Potsdam
- 2019: Regie „Das Treibhaus“ (UA) von Meret Hasler, Theater Effingerstraße, Bern
- 2018: Regie „Burn Baby Burn“ (UA) von Carolin Lacroix, Theater Effingerstraße, Bern
- 2018: Regie „Shut up“ von Jan Sobrie und Raven Ruell, Vereinigte Bühnen Bozen
- 2017: Regie und Projektleitung zusammen mit Caren Jeß: „Die Gerechten“ JVA Plötzensee, Berlin
- 2017: Regie und Bühnenfassung „4 Könige“, nach dem Drehbuch von Esther Bernstorff, (UA) Theater Effingerstrasse, Bern
- 2016: Regie „Verschwunden“ von Stefan Meier und Sebastian Gfeller (UA), Theater an der Effingerstraße, Bern
- 2015: Regie und Fassung „Joseph Fouché – Bildnis eines politischen Menschen“ (UA) nach Stefan Zweig, ARGEkultur Salzburg
- 2014: Regie und Bühnenfassung „Die Schachnovelle“ nach Stefan Zweig, Schauspielhaus Salzburg
- 2014: Regie „Tschick“ nach Wolfgang Herrndorf, Schauspielhaus Salzburg